# Fangschreckenkrebse
Die Fangschreckenkrebse (Stomatopoda) sind eine Ordnung der Höheren Krebse (Malacostraca). Ihren Namen verdanken sie ihren Fangwerkzeugen, die äußerlich denen von Fangschrecken (Gottesanbeterinnen) ähneln. Bis heute wurden ungefähr 400 Arten weltweit beschrieben.
Fangschreckenkrebse leben räuberisch als Lauerer in der Bodenzone tropischer Meere. Soweit bisher bekannt, leben viele Arten einzelgängerisch; doch über Odontodactylus brevirostris heißt es z. B. „Oft lebt sie in lockeren Gruppen dicht mit Artgenossen zusammen. Die Tiere sind promisk, und Männchen paaren sich mit mehreren Weibchen“. Manche leben paarweise monogam. Von Pseudosquilla ciliata heißt es, „Weibchen sind sexuell aggressiv und erbetteln oft oder erzwingen sogar Kopulationen von Männchen“.
Fangschreckenkrebse besitzen ein hoch entwickeltes Sehvermögen mit ungewöhnlich leistungsfähigen Komplexaugen. Bei ihrer Jagdweise unterscheidet man im Wesentlichen „Speerer“ und „Schmetterer“. Schmetterer zertrümmern mit keulenartigen Extremitäten die harte Schale ihrer Beutetiere, wie Schnecken, Muscheln, Krabben und andere Krebstiere, Speerer spießen hingegen Beute mit weicher Außenhaut wie Fische auf. Einige Schmetterer können besonders heftige Schläge ausführen. Gelegentlich sollen Treffer beim unvorsichtigen Ergreifen von Schmetterern die spätere Amputation eines Fingers notwendig gemacht haben.

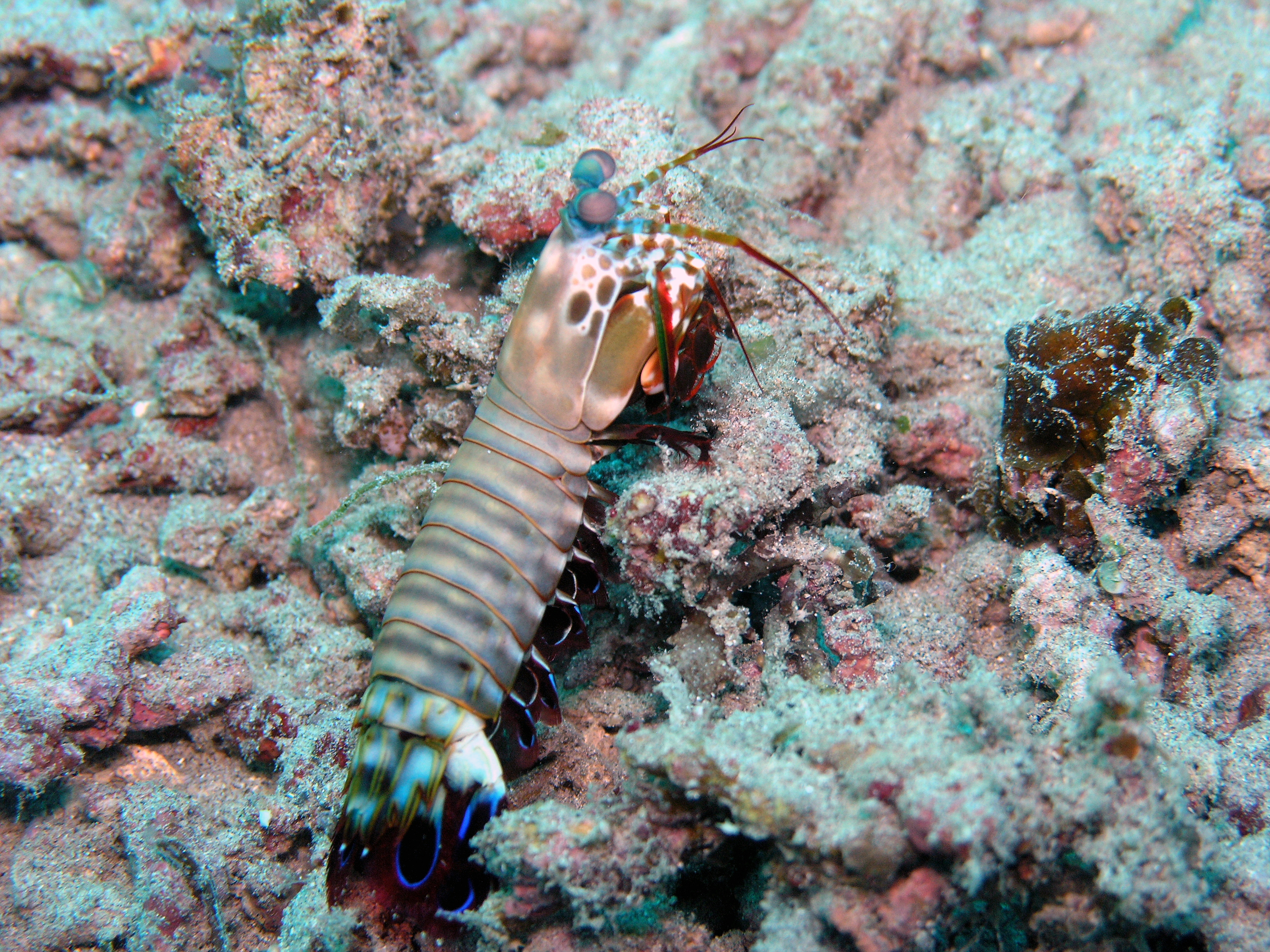
Odontodactylus scyllarus

## Merkmale

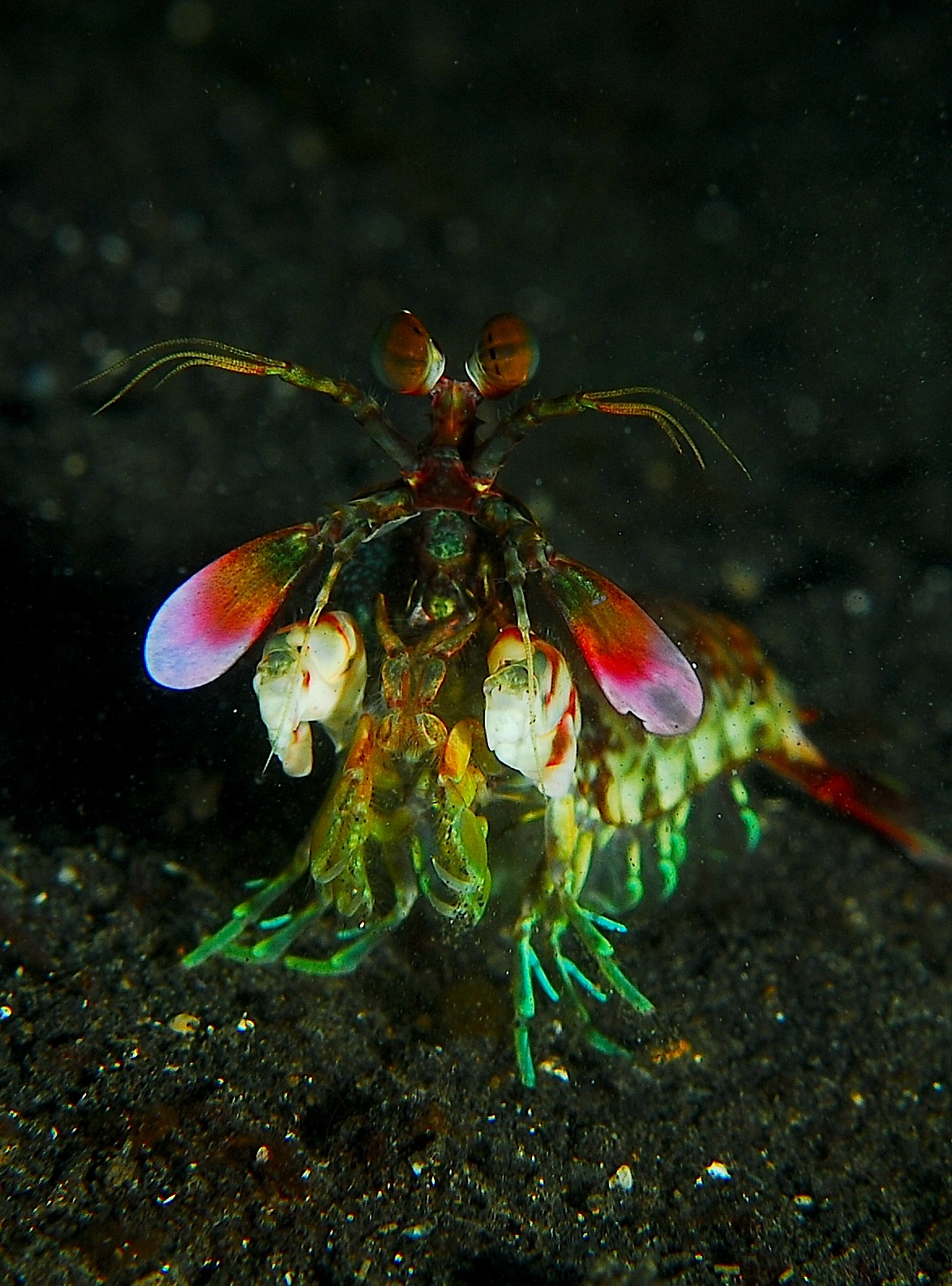
Gonodactylus smithii: leuchtend reflektierende Front

Fangschreckenkrebse besitzen den generellen Bauplan der Höheren Krebse, der aber bei ihnen in charakteristischer Weise abgewandelt ist. Der hintere Körperabschnitt (Pleon oder Abdomen) ist gegenüber dem vorderen (dem Cephalothorax) gegenüber den meisten Gruppen stärker entwickelt. Der Carapax ist verkürzt und bedeckt den Rumpfabschnitt nicht vollständig, er bedeckt nur den hinteren Teil des Kopfes und die ersten Segmente des Thorax. Dahinter ist ein beweglicher freier Thorax vorhanden, so dass der Körper aus drei, nicht nur aus zwei, Abschnitten aufgebaut erscheint. Der Körper ist immer langgestreckt und meist von oben nach unten (dorsoventral) etwas abgeflacht.
Einige Arten werden bis zu 30 cm lang; die meisten sind kleiner.

### Cephalothorax
Der Cephalothorax der Fangschreckenkrebse besteht aus dem Kopfabschnitt und fünf Rumpfsegmenten, die gemeinsam vom Carapax bedeckt sind. Der Kopf trägt die Augen und die typischen fünf Extremitätenpaare der Krebstiere: erste und zweite Antennen, Mandibeln und erste und zweite Maxillen. Die Extremitäten der Rumpfsegmente des Cephalothorax sind im Dienst der Nahrungsaufnahme umgewandelt und werden Maxillipeden genannt. Sie besitzen also fünf Maxillipedenpaare. Als Besonderheit innerhalb der höheren Krebse ist der Carapax nicht durchgehend, sondern der vordere Kopfabschnitt und das Segment der ersten Antennen sind abgeschnürt und an der Naht gegeneinander beweglich. Bei Ansicht von oben sind vor dem verschmolzenen Cephalothorax drei Tergite erkennbar, eine kurze Medialplatte vor den Augenstielen und eine Ocularplatte in deren Höhe, die zwei ohrenartige Erweiterungen, die Augendeckel, trägt, die die gestielten Augen schützen. Dahinter sitzt eine meist dreieckige oder trapezförmige Rostralplatte. Der große, schildförmige Carapax ist durch Längsfurchen in drei Abschnitte gegliedert. Die Augen der Fangschreckenkrebse sind immer gestielt und sehr beweglich, ihr Sinnesteil (Cornea) ist meist etwas nierenförmig und in der Mitte eingeschnürt, besteht also aus drei Zonen jeweils unterschiedlich gestalteter Ommatidien; diese ermöglichen räumliches Sehen beim Beutefang (vgl. unten Abschnitt Komplexaugen).
Die ersten Antennen tragen immer drei getrennte Geißeln. Die Gestalt der zweiten Antennen ist wiederum sehr charakteristisch. Ihr Endopodit bildet eine dreigliedrige Geißel aus, der Exopodit ist zweigliedrig mit einem kurzen Basisglied und einem blattartig verbreiterten Endglied, dessen Rand normalerweise mit Fiederborsten besetzt ist. Die Mandibeln besitzen eine Schneideregion (Incisor), eine Kaufläche (Mola) und einen schlanken Taster (Palpus). Die zweiten Maxillen sind blattförmig verbreitert. Auf diese Mundgliedmaßen folgen fünf im Dienst der Nahrungsaufnahme umgestaltete Thoracopoden, die Maxillipeden. Alle Maxillipeden der Fangschreckenkrebse sind als Schere in Form einer Subchela ausgebildet, bei der ein taschenmesser-artiger beweglicher Scherenfinger gegen ein massives Grundglied eingeklappt werden kann. Abweichend vom Grundbauplan der Malacostracen bestehen sie nicht aus sieben, sondern nur aus sechs Segmenten. Außen sitzt ein kleiner, blattförmiger Anhang (Epipodit), der als Kieme dient. Die ersten Maxillipeden sind immer grazil gebaut und dienen als Putzbeine.
Hoch charakteristisch für die Gruppe sind die stark vergrößerten zweiten Maxillipeden, die als Fangbeine beim Beuteerwerb umgestaltet sind (vgl. unten Abschnitt „Schmetterer“ und „Speerer“). Die letzten drei Glieder sind schlank und können gegenüber den ersten drei mit starken Muskeln scherenartig eingeklappt werden. Dabei gibt es zwei Varianten: Bei den „Speerern“ werden die spitzen, dolchartigen Endglieder der aufgeklappten Subchela in die Beute gerammt und diese so aufgespießt, sie tragen zur Unterstützung meist zahlreiche spitze Dornborsten. Bei den „Schmetterern“ wird die geschlossene Subchela hammerartig eingesetzt.
Die Maxillipeden drei bis fünf sind wieder deutlich kleiner, sie werden zum Bewegen und Manipulieren der Nahrung verwendet.

### Thorax
Der freie Rumpfabschnitt (Thorax) besteht aus den hinteren vier Segmenten des Rumpfs, die voneinander durch Nähte getrennt und gegeneinander beweglich sind. Er bildet zwischen dem steifen Cephalothorax und Pleon eine gelenkige Region, die dem Tier erhöhte Beweglichkeit verschafft, etwa beim Wenden in den unterirdischen Bauten. Die Rumpfbeine (Thoracopoden) der Fangschreckenkrebse sind typische Spaltbeine. Der Basisabschnitt (Protopodit) ist bei ihnen in drei Abschnitte (Präcoxa, Coxa, Basis) geteilt. Daran sitzt ein Endopodit aus vier Abschnitten. Nur die letzten drei Beinpaare des Thorax (an den Rumpfsegmenten sechs bis acht) bilden bei den Fangschreckenkrebsen typische Schreitbeine (Peraeopoden) aus. Das fünfte Segment ist stark verkürzt und trägt sehr kurze Extremitäten. Die Oberseite ist meist glatt, bei einigen Familien trägt sie auffallende Längskiele oder Kanten.

### Pleon
Das Pleon der Fangschreckenkrebse besteht aus sechs Segmenten und einem sehr großen Telson. Die Extremitäten der Pleonsegmente, die Pleopoden, sind breiter als die Peraeopoden des Rumpfs. An ihrer Basis sitzen außen gefiederte Kiemen an. Die Tergite der Oberseite sind, wie die Thoraxsegmente, je nach Gattung entweder glatt oder längs gekielt. Die Seitenabschnitte des ersten Segments tragen seitlich bewegliche Anhänge, die Pleuralplatten, die für die Bestimmung wichtig sind. Die Pleopoden bestehen aus einem Basisglied und verbreiterten Endo- und Exopoditen, die an der Außenseite Kiemen (Branchiae) tragen. Bei den Männchen ist der Endopodit der ersten Pleopoden zu einem Begattungsorgan (Petasma) umgestaltet. Die Pleopoden des sechsten Segments sind abweichend gestaltet mit blattartig verbreiterten Gliedern, sie werden Uropoden genannt. Bei einer Familie (Protosquillidae) ist das sechste Pleonsegment mit dem Telson verschmolzen. Das Telson ist abgeflacht und trägt zahlreiche Rippen, Kiele und Dornen, deren Form wesentlich für die Artbestimmung ist. Es bildet zusammen mit den Uropoden einen Schwanzfächer, der den Tieren bei der Fluchtreaktion ein plötzliches Rückwärts-Katapultieren erlaubt.
Antennen und Telson reflektieren polarisiertes Licht.

### Farben und Reflexionsfarben
Fangschreckenkrebse kommen in einer Vielzahl von Farben vor, von unauffälligem Braun bis zu leuchtenden Neonfarben. Schillernde Muster auf der Körperoberfläche dienen bei einigen Arten zum Signalaustausch untereinander.

### Komplexaugen

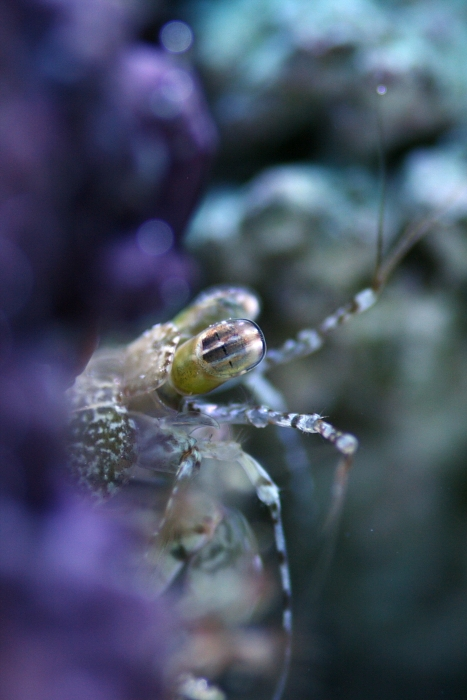
Pseudosquilla ciliata: dreizonige Gliederung des Facettenauges mit je einer Pseudopupille in jeder der drei Zonen

Ihre auf Stielen sitzenden Augen sind unabhängig voneinander beweglich und hoch entwickelt. Aufgrund des relativ kleinen Gesichtsfelds halten Fangschreckenkrebse ihre Augen permanent in Bewegung, um ihre Umgebung zu beobachten.
Ihre Facettenaugen sind meist dreigeteilt: Sie bestehen aus einem oberen Abschnitt, einem Mittelstreifen (meist sechs Ommatidien-Reihen breit) und einem unteren Abschnitt. Durch die Form der Augen bedingt überlappen sich die Sehfelder des oberen und des unteren Abschnitts, wie sich auch an den erkennbaren Pseudopupillen zeigt. Dies ermöglicht separates räumliches Sehvermögen mit jedem Komplexauge. Nicht unterteilte Augen weist z. B. Neogonodactylus curacaoensis auf.
Die Ommatidien des Mittelstreifens sind spezialisiert auf die Wahrnehmung unterschiedlicher Lichtqualitäten. Manche Arten unterscheiden bis zu 16 Farbkanäle, teilweise im UV-Bereich, und können unterschiedlich polarisiertes Licht differenzieren, auch zirkular polarisiertes. Die Umgebung wird im überlappenden Sehbereich von jedem Auge auf mehreren Kanälen parallel wahrgenommen (räumlich, farblich, UV, Polarisation).
Die Wahrnehmung des Himmels-Polarisationsmusters können Fangschreckenkrebse nutzen, um sich in ihrem Lebensraum zu orientieren.

## Lebensweise
Fangschreckenkrebse leben räuberisch und sind meist territoriale Einzelgänger, die überwiegend versteckt im Benthos tropischer Meere zwischen Felsen und Steinen oder in komplexen Gangsystemen im Sand des Meeresbodens auf Beute lauern. Sie verlassen ihre Verstecke möglichst nur zur Nahrungssuche oder um in ein neues Versteck umzusiedeln, und sind überwiegend nachtaktiv.

### Fortpflanzung und Lebenserwartung
Alle Fangschreckenkrebse sind getrenntgeschlechtlich. Manche Arten sind monogam, andere trennen sich nach der Paarung oder suchen einen weiteren Partner.
Die Weibchen betreiben eine sehr intensive Brutpflege, indem sie bis zu 50.000 Eier verkitten und bis 10 Wochen mit sich herumtragen. In dieser Zeit verzichten sie auf Nahrungsaufnahme. Aus den Eiern schlüpfen fast durchsichtige Larven mit weitgehend ausgebildeten Gliedmaßen, die die ersten drei Monate im pelagischen Zustand verbringen.
Die Tiere leben meist mehrere Jahre, für Harpiosquilla raphidea (Fabricius 1798) wurden 6,7 bis 8,5 Jahre ermittelt und können sich in ihrer Lebensspanne bis zu 30 mal fortpflanzen.

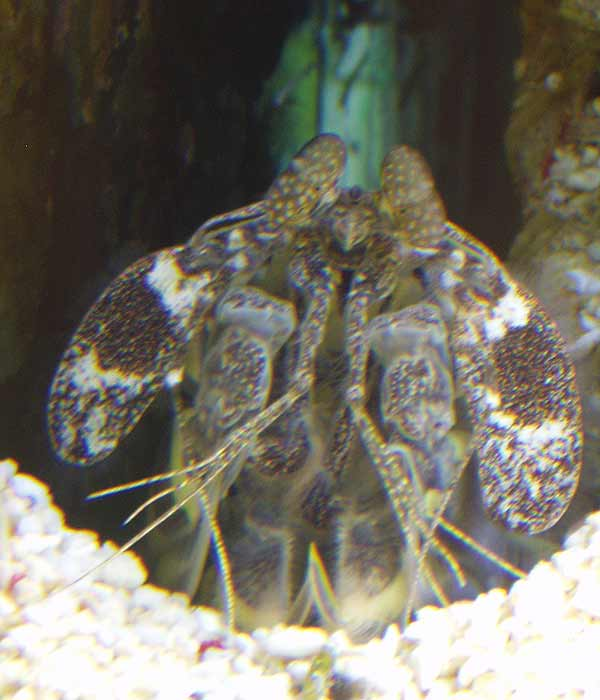
Lysiosquillina maculata: Stielaugen und Antennen

### Innerartliche Kommunikation
Fangschreckenkrebse besitzen ein komplexes Sozialverhalten, welches sich besonders bei Territorialstreitigkeiten zeigt: Sie reagieren prompt auf Eindringlinge, kommunizieren aber überwiegend mit wimpelartigen Fortsätzen am Kopf, sodass tödliche Revierkämpfe ausbleiben. Diese vehement bewegten Fortsätze, Antennen und Telsa reflektieren besonders gut polarisiertes Licht, welches die Krebse gut erkennen können.

### „Schmetterer“ und „Speerer“
Es wird nach „Schmetterern“ (englisch „smashers“) und „Speerern“ (englisch „spearers“) unterschieden.

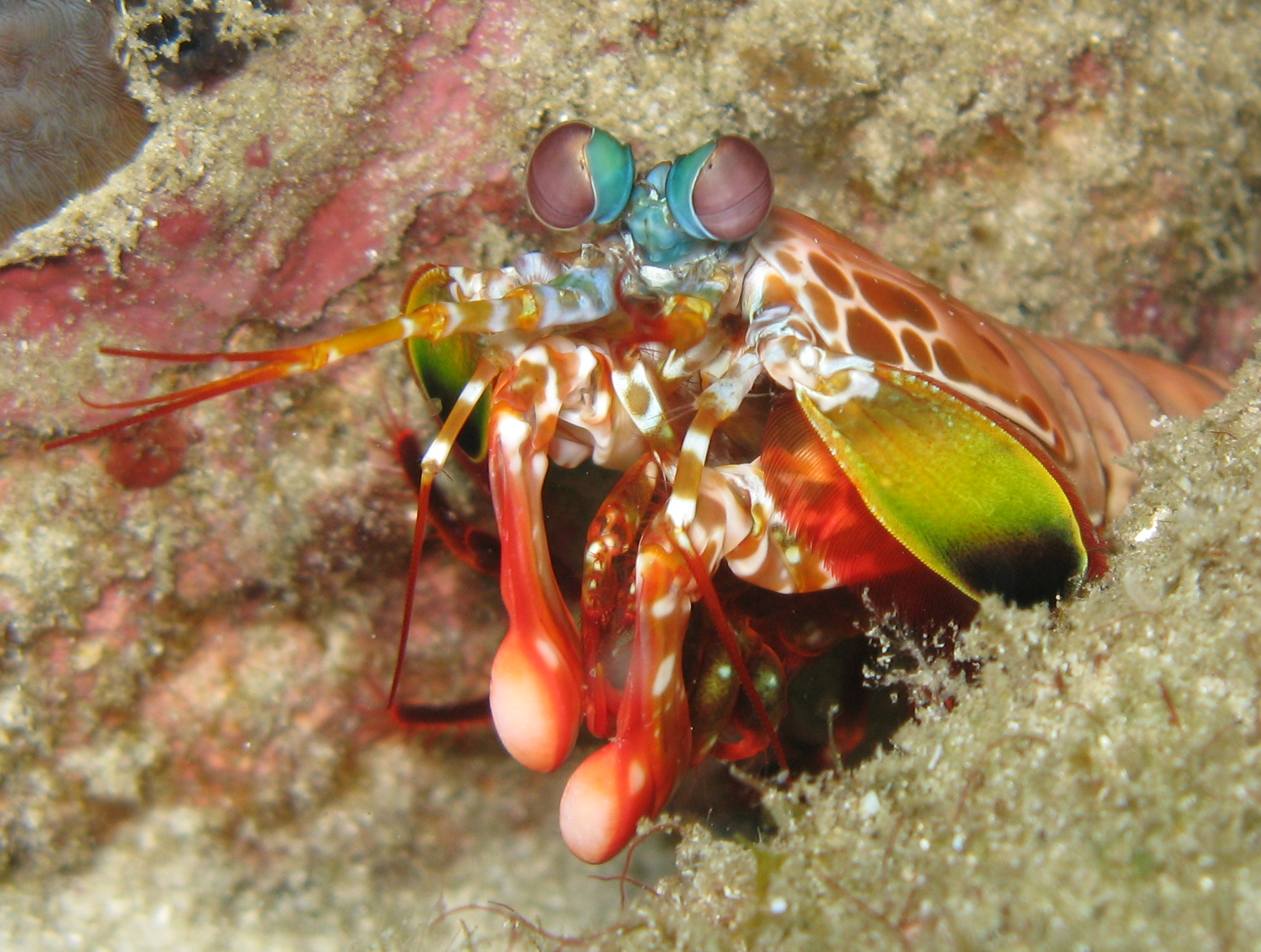
Odontodactylus scyllarus: ein „Schmetterer“, die Endgelenke der Fangbeine sind zu Keulen verdickt
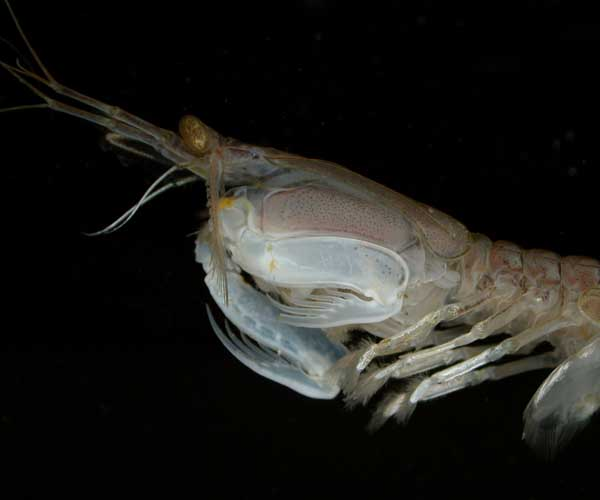
Squilla mantis: ein „Speerer“, deutlich sichtbar die mit Spitzen versehenen Fangbeine

#### „Schmetterer“

Schlagmechanik unter den „Schmetterern“ der Fangschreckenkrebse

Schlagmechanik und Aufspießbewegung des 2. Maxillipeds (Greifklaue, ballistische Klaue) der Fangschreckenkrebse

Die Krebse (z. B. Odontodactylus scyllarus) verhaken zum Schmettern Teile ihres Exoskeletts, spannen die starken Muskeln an und lassen sodann die Fangarme in einer explosionsartigen Bewegung vorschnellen. Das Schlagbein der Fangschreckenkrebse entwickelt dabei eine Geschwindigkeit von 23 m/s (entspricht 82,8 km/h); die dabei auftretenden Beschleunigungen betragen bis zum 8000fachen der Erdbeschleunigung. Ein menschlicher Lidschlag dauert etwa 40-mal so lange wie dieser Beinschlag. Dieser Schlag ist eine der schnellsten von einem Tier ausgeführten Bewegungen. Die Aufprallwucht ähnelt der einer Pistolenkugel. Die volle Kraft entfaltet der Krebs jedoch erst mit der Hilfe von Gasbläschen. Wenn sich die Hammerarme mit hoher Geschwindigkeit durchs Wasser bewegen, erzeugen sie einen hohen Unterdruck. Es bilden sich winzige Gasbläschen, die dann implodieren und dabei extrem viel Energie freisetzen (Kavitation). Dies erzeugt einen Knall und manchmal sogar einen Lichtblitz. Das Opfer wird durch den Schlag betäubt. Der Aufprall der Hammerbeine ist heftig genug, um die Schalen oder Panzer von Meerestieren zu zertrümmern, Experten für Aquarien berichten auch von Glasbruch.
Die Keulen von Fangschreckenkrebsen (z. B. bei Odontodactylus scyllarus) sind aus drei unterschiedlichen Schichten aufgebaut, wodurch diese hohen Kräften bei einem Aufprall auf einen Gegenstand unbeschadet widerstehen. Die oberste, stark mineralisierte Schicht der Keulen besteht im Bereich der Aufschlagsfläche unter anderem aus kristallisiertem Hydroxylapatit und dem Biopolymer Chitin. Die darunter angeordnete Schicht dient der Vermeidung von Rissbildungen und besteht ebenfalls aus Chitin, welches dort in gegeneinander gedrehten Stapeln angeordnet ist, und einer amorphen mineralischen Matrix. Eine dritte Faserschicht befindet sich an den Seiten der Keulen und dient durch Straffung der gesamten Struktur zur Dämpfung der einwirkenden Kräfte bei einem Aufprall auf einen Gegenstand. Seit 2020 ist bekannt, wie die äußere Schutzschicht der Keule aus Hydroxylapatit-Kristallen in einer organischen Matrix zur Dämpfung beiträgt; die Kristallpartikel können sich verschieben oder an den Kanten zerbrechen und nehmen so Energie auf.
Ein ähnliches Verhalten ist auch von Knallkrebsen (Alpheidae) bekannt, auch Pistolenkrebse genannt.

#### „Speerer“

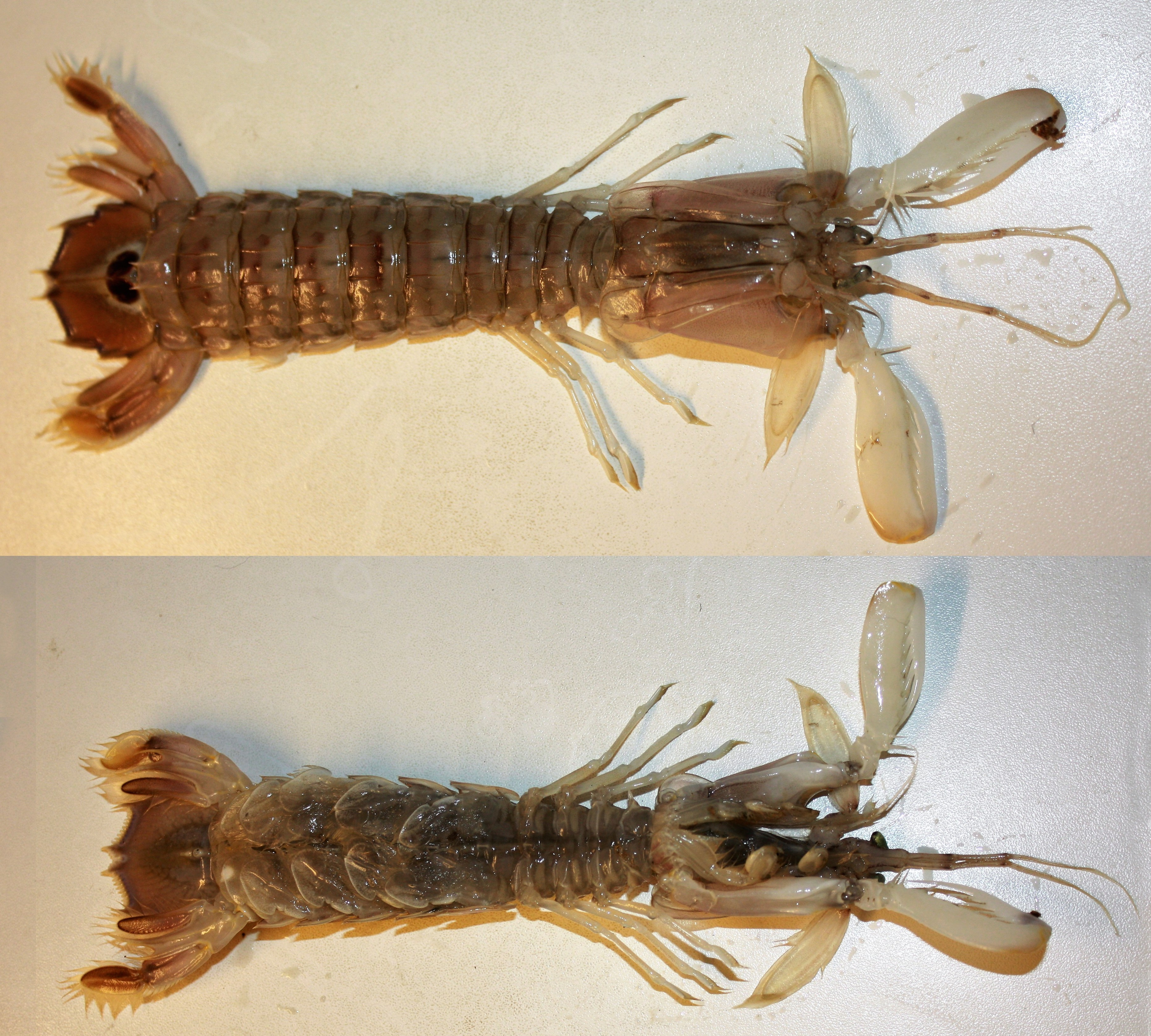
Squilla mantis

Bei „Speerern“ (z. B. Harpiosquilla raphidea (Fabricius 1798), Squilla empusa) sind die Endglieder ihrer Fangbeine deutlich spitz ausgeformt. Mit diesen können sie Beute durchbohren.

## Verbreitungsgebiete
Der Großteil der Arten lebt im Benthos tropischer und subtropischer Meere, zum Beispiel vor Florida und Kalifornien oder um Thailand, aber es gibt auch Arten in kälteren Gebieten, z. B. im Mittelmeer.

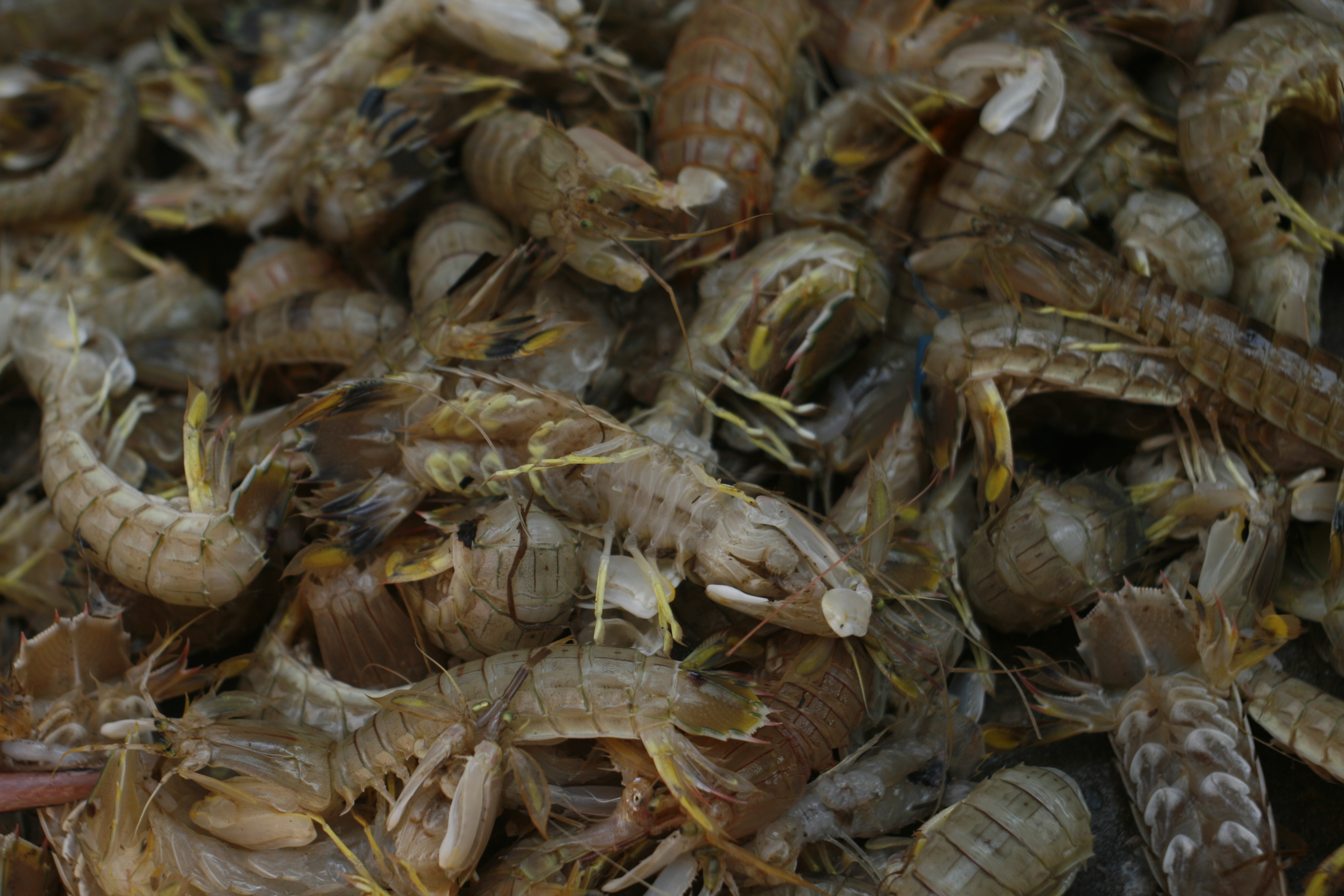
Fangschreckenkrebse aus Vietnam

## Systematik
Die Fangschreckenkrebse werden aufgrund ihrer anatomischen Eigenheiten in eine eigene Unterklasse Hoplocarida der Höheren Krebse gestellt. Damit sind sie mit den bekanntesten Vertretern der Krebse aus der Ordnung der Zehnfußkrebse – wie beispielsweise Hummern, Krabben, Langusten und Einsiedlerkrebsen – weniger nah verwandt als beispielsweise Asseln.
Das folgende System umfasst die fossilen und rezenten Gruppen, bis auf Ebene der Familien. Alle rezenten Arten gehören zur Unterordnung Unipeltata. Sowohl Palaeostomatopoda als auch Archaeostomatopodea sind vermutlich paraphyletische Wurzelgruppen und werden von vielen neueren Autoren in die, erweiterten, Unipeltata integriert.
Hoplocarida
- † Ordnung Aeschronectida
  -     -       - † Aenigmacarididae Schram & Horner, 1978 (Karbon, Nordamerika und Großbritannien)
      - † Aratidecthidae Schram, 1979 (mit der einzigen Art Aratidecthes johnsoni Schram, 1969) (Karbon, Nordamerika)
      - † Kallidecthidae Schram, 1969 (Karbon, Nordamerika, Großbritannien, kontinentales Europa: Tschechien)
- Ordnung Stomatopoda
  - † Unterordnung „Palaeostomatopodea“ (vermutlich paraphyletische Stammgruppe)
    -       - † Perimecturidae (Karbon)
      - † Archaeocarididae (Devon)

  - † Unterordnung „Archaeostomatopodea“ (vermutlich paraphyletische Stammgruppe)
    -       - † Tyrannophontidae (Karbon)
      - † Daidalidae (Karbon)
      - † Gorgonophontidae (Karbon)

  - Unterordnung Unipeltata
    - Squilloidea
      - Squillidae

    - Eurysquilloidea
      - Eurysquillidae

    - Parasquilloidea
      - Parasquillidae

    - Bathysquilloidea
      - Bathysquillidae
      - Indoquillidae

    - Erythrosquilloidea
      - Erythrosquillidae

    - Lysiosquilloidea
      - Lysiosquillidae
        - Lysiosquilla scabricauda

      - Nannosquillidae
      - Tetrasquillidae
      - Coronididae

    - Gonodactyloidea
      - Allainosquillidae
      - Gonodactylidae
      - Takuidae
      - Protosquillidae
      - Odontodactylidae
      - Pseudosquillidae
      - Hemisquillidae

    - † Sculdidae (Jura bis Kreide)
    - † Pseudosculdidae (Oberkreide)

## Verwendung

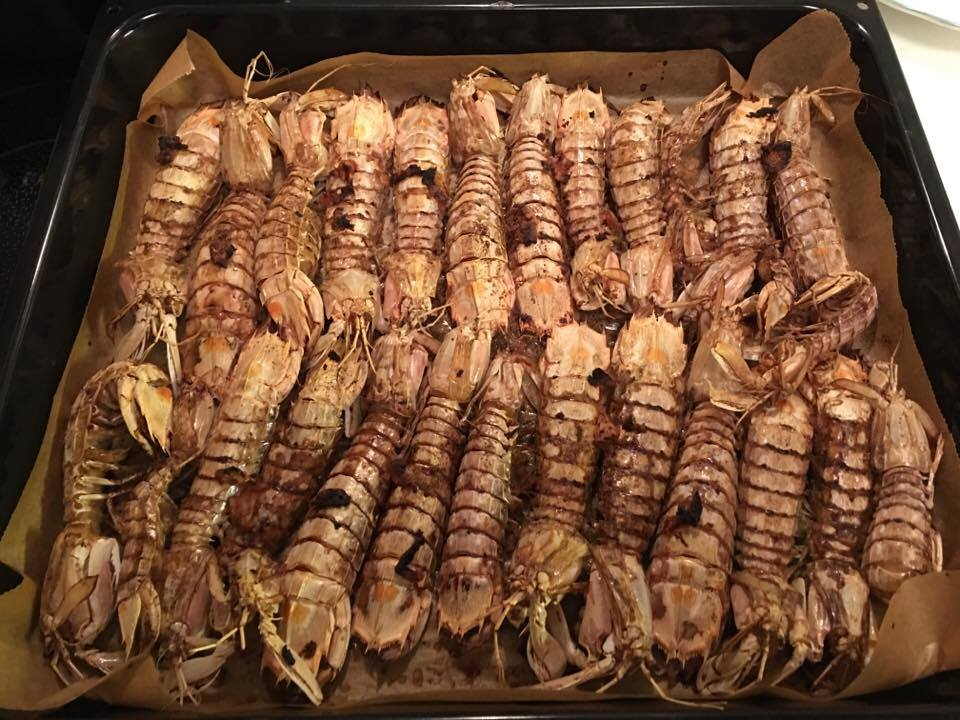
Squilla mantis aus dem Backofen

In der japanischen Küche bezeichnet man Fangschreckenkrebse als Shako, während die italienische Küche sie als Canocchie oder Cicali di mare bezeichnet. In der chinesischen Küche sind die Tiere ebenfalls sehr beliebt und als „Pisskrebs“ bekannt, da sie beim Kochvorgang meist urinieren. Vor dem Kochen werden sie deshalb aufgespießt, um schon vor dem Kochen die Harnblase zu entleeren. Das gekochte Fleisch schmeckt ähnlich dem eines Hummers.

## Rundfunkberichte
- Joachim Budde: BIOLOGIE – Die etwas anderen Augen – Die Super-Augen des Fangschreckenkrebs, in Deutschlandfunk – „Forschung aktuell“ vom 24. Januar 2014.